# Prekorađe
Prekorađe (en serbe cyrillique : Прекорађе) est un village de Serbie situé dans la municipalité de Kuršumlija, district de Toplica. Au recensement de 2011, il comptait 9 habitants.

## Démographie
| 1948 | 1953 | 1961 | 1971 | 1981 | 1991 | 2002 | 2011 |
| ---- | ---- | ---- | ---- | ---- | ---- | ---- | ---- |
| 161  | 166  | 148  | 102  | 69   | 31   | 22   | 9    |

|  |